# Leylaiya aquilonia
Leylaiya aquilonia is een vliegensoort uit de familie van de Mythicomyiidae. De wetenschappelijke naam van de soort werd voor het eerst geldig gepubliceerd in 2011 door Gharali en Evenhuis.